# Ante Popowski
Ante Popowski (cyryl. Анте Поповски; ur. 15 marca 1931 w Łazaropolu, zm. 1 października 2003 w Skopju) – poeta macedoński, z zawodu lekarz. Zbiory wierszy Wardar (1958), Nepokor (1964), Makowi (1969) nawiązują do dramatycznych dziejów ziem Macedonii i narodu macedońskiego; te wątki w nastroju intymnego wyznania kontynuują utwory z tomów: Tajnopis (1975), Lubopis (1980), Rodopis (1981), Nenasłowena (1988). Z czasem w poezji Popowskiego nasiliły się motywy zaczerpnięte z chrześcijańskiej kultury oraz religii i pojawiły elementy języka staro-cerkiewno-słowiańskiego. Polski wybór wierszy i poematów List wiarołomny (1998).

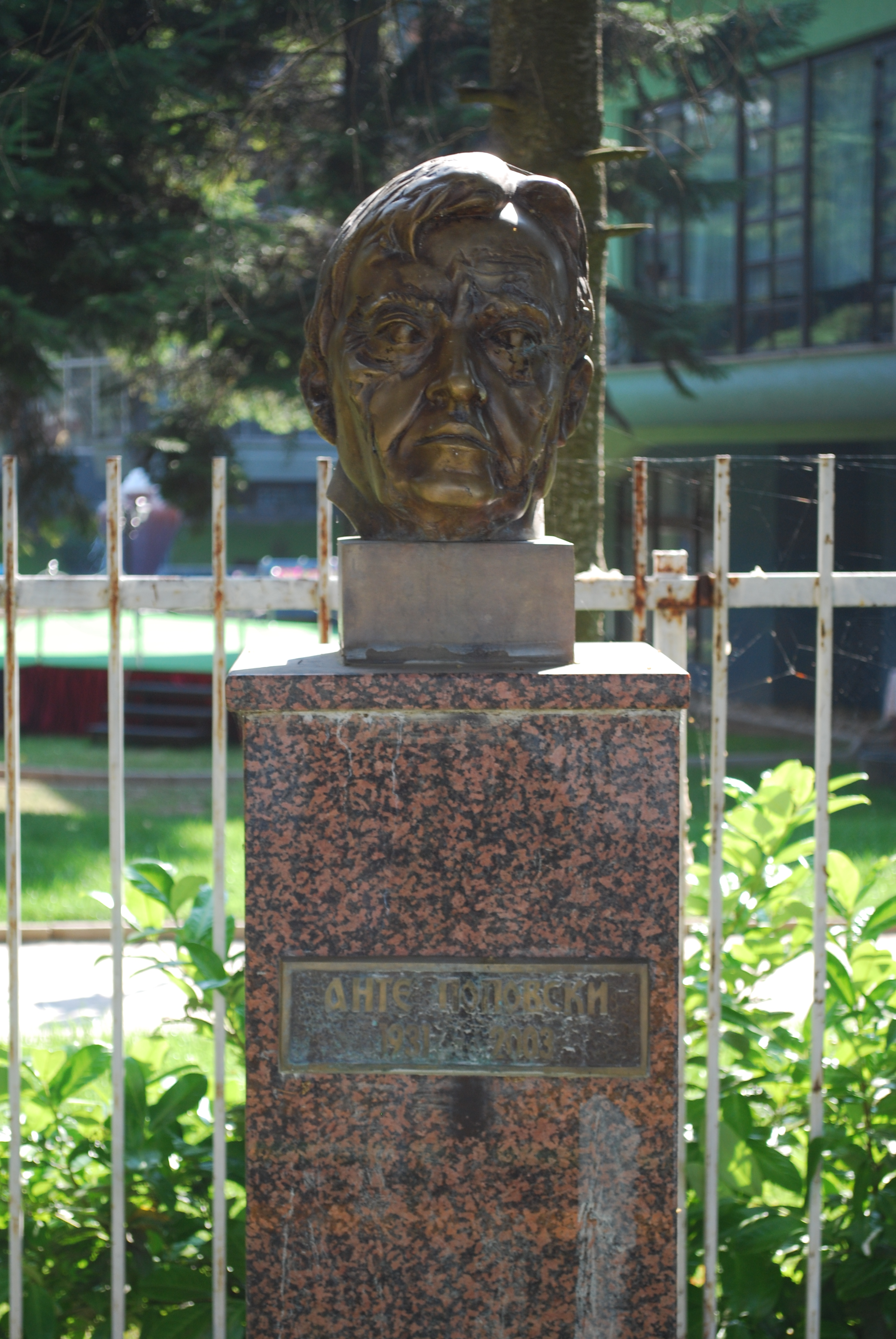

## Publikacje
- 1955 - Одблесоци (poezja)
- 1958 - Вардар (poezja)
- 1963 - Самуил (poezja)
- 1964 - Непокор (poezja)
- 1972 - Камена (poezja)
- 1975 - Тајнопис (poezja)
- 1980 - Љубопис (poezja)
- 1981 - Родопис (poezja)
- 1984 - Сина песна (poezja)
- 1986 - Глас од дамнина (eseje historyczno-literackie)
- 1988 - Ненасловена (poezja)
- 1991 - Оковано време (artykuły i komentarze)
- 1991 - Меѓу животот и знаците (eseje)
- 1995 - Провиденија (poezja)
- 1996 - Окото, светлините (eseje)